# Монтекориче
Монтекориче (итал. Montecorice) је насеље у Италији у округу Салерно, региону Кампанија.
Према процени из 2011. у насељу је живело 296 становника. Насеље се налази на надморској висини од 94 м.

## Становништво
| 1931. | 1936. | 1951. | 1961. | 1971. | 1981. | 1991. | 2001. | 2011. |
| ----- | ----- | ----- | ----- | ----- | ----- | ----- | ----- | ----- |
| 2.450 | 2.668 | 2.834 | 2.475 | 2.260 | 2.380 | 2.440 | 2.474 | 2.545 |